# 讙頭人
讙頭人（かんとうじん）は中国に伝わる伝説上の人種である。驩頭（かんとう）、讙兜（かんとう）、讙朱（かんしゅ）とも。古代中国では南方に位置する国に棲んでいたとされる。

## 概要
古代中国の地理書『山海経』の海外南経・大荒南経によると、讙頭国は羽民国の東南にあり、讙頭人は人間の姿をしているが体に羽根が生えており、口には鳥のくちばしがあるとされている。穀物やヤナギの実をよく食べ、また魚を捕るのがうまいという。この讙頭国のひとびとは、驩兜の子孫たちであるという（大荒南経の記述では、鯀（こん）の子孫であるともしている）。

## 丹朱人
丹朱（たんしゅ）と呼ばれている人種もこの讙頭と同じものであると考えられており、丹朱国と讙頭国は実際は同一の場所であると考えられている。丹朱は古代中国の帝・堯（ぎょう）の息子であったが性格は残虐で、帝位が舜（しゅん）に譲られるにあたって追放され南方へ配流された。その後、三苗人たちと共に丹朱は反乱を起こしたが敗北し、丹朱は入水自殺をし、その子孫たちにあたるのが丹朱（あるいは讙朱）であるとされている。